# Susanne Blakeslee
Susanne Ann Blakeslee (từ sinh 27 tháng 1 1956) là một diễn viên cũ và hiện cá tính hoặc trung tâm thể dục thẩm mỹ.

## Tiểu sử
Blakeslee sinh ra Susanne Ann Blakeslee trong Los Angeles, California trên 27 tháng 1 năm 1956.